# Chavaignes
Chavaignes ist eine Ortschaft und eine Commune déléguée in der französischen Gemeinde Noyant-Villages mit 91 Einwohnern (Stand 1. Januar 2022) im Département Maine-et-Loire in der Region Pays de la Loire.
Die Gemeinde Chavaignes wurde am 15. Dezember 2016 mit 13 weiteren Gemeinden, namentlich Auverse, Breil, Broc, Chalonnes-sous-le-Lude, Chigné, Dénezé-sous-le-Lude, Genneteil, Lasse, Linières-Bouton, Meigné-le-Vicomte, Méon, Noyant und Parçay-les-Pins zur neuen Gemeinde Noyant-Villages zusammengeschlossen.

## Geografie
Chavaignes liegt in der Landschaft Baugeois, am Oberlauf des Couasnon. Der Ort liegt auf halbem Weg zwischen den Orten Baugé und Noyant. In Chavaignes zweigt die Départementsstraße D 241 von der D 141 ab.